# Kaspar Hauser (film)
Kaspar Hauser è un film del 1993 diretto da Peter Sehr. È ispirato alla storia vera di Kaspar Hauser.